# Riserva delle foreste di Tannourine
La Riserva delle foreste di Tannourine è una riserva naturale del Libano, creata il 25 febbraio 1999.

## Territorio
La riserva è posta nel massiccio del Monte Libano e dista 45 minuti da Byblos e da Tripoli. Geograficamente la riserva è posta leggermente più a sud della riserva di Horsh Eden e in posizione più centrale. L'ingresso principale della riserva si trova nei pressi del villaggio di Tannourine-El faouqa.

## Importanza
La riserva ha la sua principale funzione nella protezione di una delle più grandi foreste di cedro del libano (Cedrus libani), oltre ad essere una zona che per la sua difficoltà di esplorazione è quasi totalmente incontaminata.

## Flora e Fauna
La biodiversità all'interno della riserva è elevata: vi sono state catalogate 600 specie vegetali (tra cui vari endemismi), 42 varietà di farfalle e 40 altre specie animali, ma rimane più bassa rispetto ad altre riserve in Libano: il 90% degli alberi del parco è infatti costituita da esemplari di Cedrus libani, che rappresentano il 25% del totale di cedri rimanenti.

## Caratteristiche della riserva
La riserva è caratterizzata da una elevata rocciosità del territorio che la rendono difficile da visitare per chi non possiede una discreta preparazione fisica.
Questa riserva è rimasta pertanto indenne dal turismo di massa proprio per le sue particolari caratteristiche.

## Organizzazione
La riserva è gestita dalla Tannourine Cedars Forest Nature Reserve Committe sotto la supervisione del ministero dell'ambiente, riceve fondi dal governo e da organizzazioni ambientaliste non governative.